# Martin Janáček
Martin Janáček (Cehnice, 22 settembre 2000) è un calciatore ceco, portiere dell'Elbasani.

## Carriera

### Club
Nel 2022 fa il suo debutto nella massima divisione ceca con la squadra ceca della Dyn. Č. Budějovice.

## Statistiche

### Presenze e reti nei club
Statistiche aggiornate al 23 maggio 2025.
| Stagione                    | Squadra                     | Campionato                  | Campionato | Campionato | Coppe nazionali | Coppe nazionali | Coppe nazionali | Coppe continentali | Coppe continentali | Coppe continentali | Altre coppe | Altre coppe | Altre coppe | Totale | Totale |
| Stagione                    | Squadra                     | Comp                        | Pres       | Reti       | Comp            | Pres            | Reti            | Comp               | Pres               | Reti               | Comp        | Pres        | Reti        | Pres   | Reti   |
| --------------------------- | --------------------------- | --------------------------- | ---------- | ---------- | --------------- | --------------- | --------------- | ------------------ | ------------------ | ------------------ | ----------- | ----------- | ----------- | ------ | ------ |
| 2019-gen. 2020              | Motorlet Praga              | 3L                          | 7          | -11        | CR              | 1               | -5              | -                  | -                  | -                  | -           | -           | -           | 8      | -16    |
| feb.-giu. 2022              | Táborsko                    | 2L                          | 4          | -7         | CR              | 0               | 0               | -                  | -                  | -                  | -           | -           | -           | 4      | -7     |
| 2022-2023                   | Dyn. Č. Budějovice B        | 3L                          | 1          | -1         | -               | -               | -               | -                  | -                  | -                  | -           | -           | -           | 1      | -1     |
| 2024-2025                   | Dyn. Č. Budějovice B        | 3L                          | 3          | -7         | -               | -               | -               | -                  | -                  | -                  | -           | -           | -           | 3      | -7     |
| Totale Dyn. Č. Budějovice B | Totale Dyn. Č. Budějovice B | Totale Dyn. Č. Budějovice B | 4          | -8         |                 | -               | -               |                    | -                  | -                  |             | -           | -           | 4      | -8     |
| 2022-2023                   | Dyn. Č. Budějovice          | 1L                          | 21         | -40        | CR              | 2               | -2              | -                  | -                  | -                  | -           | -           | -           | 23     | -42    |
| 2023-2024                   | Dyn. Č. Budějovice          | 1L                          | 10         | -16        | CR              | 1               | -2              | -                  | -                  | -                  | -           | -           | -           | 11     | -18    |
| 2024-2025                   | Dyn. Č. Budějovice          | 1L                          | 20         | -51        | CR              | 1               | -2              | -                  | -                  | -                  | -           | -           | -           | 21     | -53    |
| Totale Dyn. Č. Budějovice   | Totale Dyn. Č. Budějovice   | Totale Dyn. Č. Budějovice   | 51         | -107       |                 | 4               | -6              |                    | -                  | -                  |             | -           | -           | 55     | -113   |
| 2025-2026                   | Elbasani                    | KS                          | 0          | 0          | CA              | 0               | 0               | -                  | -                  | -                  | -           | -           | -           | 0      | 0      |
| Totale carriera             | Totale carriera             | Totale carriera             | 66         | -133       |                 | 5               | -11             |                    | -                  | -                  |             | -           | -           | 71     | -144   |